# معامل انكماش الناتج المحلي الإجمالي
في علم الاقتصاد, معامل انكماش الناتج المحلي الاجمالي (بالإنجليزية: GDP deflator)‏ تعني معدل الأسعار لكل المنتجات النهائية المحلية في وقت زمني(سنوي) محدد.
تستخدم معامل انكماش الناتج المحلي الأجمالي غالباٌ لمعرفة نسبة التضخم.

## طريقة الحساب
(الناتج المحلي الأجمالي الاسمي ÷ الناتج المحلي الأجمالي الحقيقي)× 100 = معامل انكماش الناتج المحلي الأجمالي
- الناتج المحلي الأجمالي الاسمي = الناتج المحلي الأجمالي بأسعار السنة الحالية
- الناتج المحلي الأجمالي الحقيقي يعني الناتج المحلي بالأسعار في السنة الأساسية(أحد السنوات السابقة)
- معامل انكماش الناتج المحلي الاجمالي في السنة الأساسية = 100 (بشكل دائم)

## استنتاج التضخم

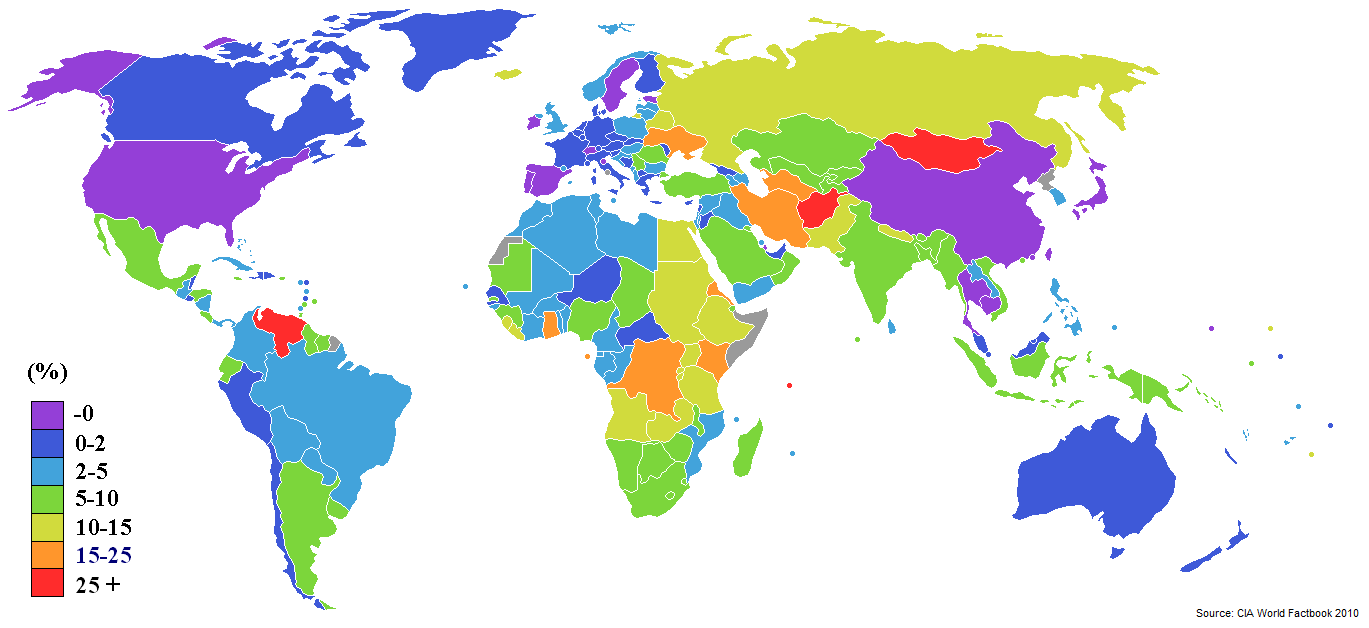
التضخم في أنحاء العالم

بعد استخراج معامل انكماش الناتج المحلي الأجمالي من السنتين (السنة الحالية(أ) والسنه الأساسية(ب))نستخرج معدل التضخم(أو فرق الأسعار بين السنتين)
(أ - ب ÷ ب) × 100
فالنفترض ان معامل انكماش الناتج المحلي الأجمالي في السنة الحالية = 133
نسبة التضخم = 33% = 100 × (100 ÷ 133 - 100)